# Казе Аквавива (Авелино)
Казе Аквавива је насеље у Италији у округу Авелино, региону Кампанија.
Према процени из 2011. у насељу је живело 284 становника. Насеље се налази на надморској висини од 323 м.